# Benedettine
Le benedettine sono le religiose che prendono come norma di vita, almeno nella sua dottrina spirituale, la regola di san Benedetto.

## Monache e suore benedettine
Le benedettine sono monache o suore: le monache emettono i voti solenni (o, in via eccezionale, semplici) conducono una vita contemplativa in una clausura piuttosto rigida, sono tenute alla recita comunitaria e privata dell'ufficio divino; le suore emettono i voti semplici, tengono un ritmo di vita più attivo con un contatto abbastanza frequente con il mondo esterno, si attengono alla recita comunitaria di un ufficio divino più ridotto.
Mentre le monache benedettine hanno un'origine antica, la forma di vita delle suore ebbe inizio nel XIX secolo ed ebbe una particolare fioritura nelle Americhe dove, per corrispondere alle urgenti esigenze delle comunità locali, le benedettine presero a dedicarsi alla cura di ammalati, anziani e bambini, all'insegnamento, al lavoro nelle missioni.
Le modalità e la misura con cui le congregazioni di suore benedettine si riallacciano alla regola di san Benedetto sono molteplici e dipendono dalla volontà dei fondatori, dalle attività intraprese, dalle circostanze di luogo e di tempo: la dottrina spirituale della regola è sempre conservata come strumento di ascesi; per quanto riguarda l'organizzazione esterna della vita, invece la regola è spesso abbandonata.

## Aggregazione di un istituto di suore
In base alla Lex propria dell'Ordine, promulgata con il breve Pacis vinculum del 21 marzo 1952, le congregazioni di suore hanno facoltà di aggregarsi alla confederazione benedettina. L'aggregazione ha il fine di aiutare le religiose che seguono la regola di san Benedetto a conservarne lo spirito assieme alle tradizioni dell'Ordine, pur realizzando gli accomodamenti che le necessità esigono.
Il congresso degli abati celebrato a Roma nel 1973 ha precisato alcuni elementi riguardanti l'aggregazione degli istituti di suore: la domanda di aggregazione può essere presa in considerazione dalla confederazione solo se presentata per iscritto e appoggiata dal voto di almeno i due terzi dei membri del capitolo generale dell'istituto; la confederazione deve accertarsi che le costituzioni dell'istituto siano conformi alla regola, che le suore conducano vita comune e che l'Opus Dei ne sia parte essenziale.
Con l'aggregazione dell'istituto, alle suore vengono estesi i privilegi, i beni spirituali e gli indulti concessi alla confederazione. L'abate primate può rappresentare l'istituto aggregato presso la Santa Sede, trasferire una suora da un istituto aggregato a un altro, convocare le suore al congresso degli abati (esse possono partecipare come osservatrici e prendere la parola su questioni che le riguardano).

## Monache
Alcuni monasteri di benedettine sono incorporati o, in qualche modo, uniti alle congregazioni maschili (inglese, brasiliana, solesmense, beuronese, sublacense, dell'Annunciata, olivetana, Vita et Pax, vallombrosana, camaldolese e olandese).
Esistono inoltre congregazioni monastiche esclusivamente femminili: di Nostra Signora del Calvario, dell'Adorazione perpetua, dell'Immacolata Concezione in Polonia, del Re eucaristico, celestine.
Altri monasteri sono femminili legati tra loro in federazioni e unioni (del Purissimo Cuore di Maria in Francia, delle monache di Baviera, dell'Italia settentrionale, del Piceno, toscana, di Umbria e Marche, castigliana, catalana, galaico-leonesa, pirenaica).
Infine, esistono monasteri benedettini femminili senza legame giuridico tra loro.

## Istituti di suore
Le congregazioni di suore benedettine aggregate alla confederazione sono (in ordine cronologico della fondazione):
- Oblate di Santa Francesca Romana di Tor de' Specchi, fondate nel 1433;
- Suore Stabilite nella Carità di Gesù Buon Pastore, fondate nel 1589;
- Benedettine Adoratrici di Bellemagny, fondate nel 1851;
- Suore Benedettine Olivetane di Heiligenkreuz e di Pusan, fondate nel 1862;
- Oblate di San Benedetto, Ancelle dei Poveri di Angers, fondate nel 1872;
- Suore Benedettine dell'Adorazione Perpetua di Clyde, fondate nel 1874;
- Benedettine Missionarie di Tutzing, fondate nel 1885;
- Suore Benedettine Olivetane, di Jonesboro, fondate nel 1887;
- Adoratrici del Sacro Cuore di Gesù di Montmartre, fondate nel 1898;
- Suore Benedettine di Carità, fondate nel 1908;
- Suore Benedettine di Santa Geltrude di Napoli, fondate nel 1911;
- Suore Missionarie Benedettine di Otwock, fondate nel 1917;
- Suore Benedettine di Santa Lioba, di Friburgo, fondate nel 1920;
- Suore della Beata Maria Vergine di Loreto di Varsavia, fondate nel 1920;
- Benedettine della Regina degli Apostoli, fondate nel 1921;
- Suore Benedettine di Santa Batilde di Vanvers, fondate nel 1921;
- Benedettine della Federazione di Santa Scolastica, fondate nel 1922;
- Benedettine della Congregazione di San Benedetto, fondate nel 1923;
- Suore Benedettine Samaritane della Croce di Cristo, fondate nel 1926;
- Benedettine di Montevergine, fondate nel 1930;
- Missionarie Guadalupane di Cristo Re, del Messico, fondate nel 1930;
- Benedettine di Priscilla, fondate nel 1936;
- Benedettine della Federazione di Santa Gertrude, fondate nel 1937;
- Suore Benedettine di Otshikuku, di Windhoek, fondate nel 1937;
- Suore Benedettine di Sant'Agnese, della Tanzania, fondate nel 1938;
- Suore Benedettine del Cuore Immacolato di Maria, di Steinerkirchen an der Traun, fondate nel 1941;
- Oblate Benedettine di Santa Scolastica di Ostuni, fondate nel 1944;
- Suore Benedettine di Maria, Ausiliatrice dei Cristiani, della Tanzania, fondate nel 1946;
- Suore Benedettine di Twasana, del Natal, fondate nel 1947;
- Benedettine di Santa Lioba di Egmond-Binnen, fondate nel 1951;
- Suore Benedettine di Sant'Albano, dello Zululand, fondate nel 1957.